# 奎宿四
奎宿四（εAnd，仙女座ε）是仙女座的一颗G型巨星。视星等约为+4.37。
奎宿四被认为是一颗红团簇巨星，其核心在发生氦聚变。它在银河系的轨道的偏心率极高，使得其相对太阳和附近恒星快速移动。